# Étienne Meslier
Pour les articles homonymes, voir Meslier.
Étienne Meslier, né le 5 février 1799 à Paris où il est mort le 22 juin 1855, est un peintre français.

## Biographie
Étienne Meslier est le fils d'Étienne Eustache Meslier, cuisinier, et de Marie Avoye Blin.
Il expose au Salon de 1825 à 1838.
En 1834, il épouse Sophie Charlotte Soncheire.
Il meurt à Paris à l'âge de 56 ans. Il est inhumé au cimetière du Montmartre le 25 juin 1855.

## Galerie

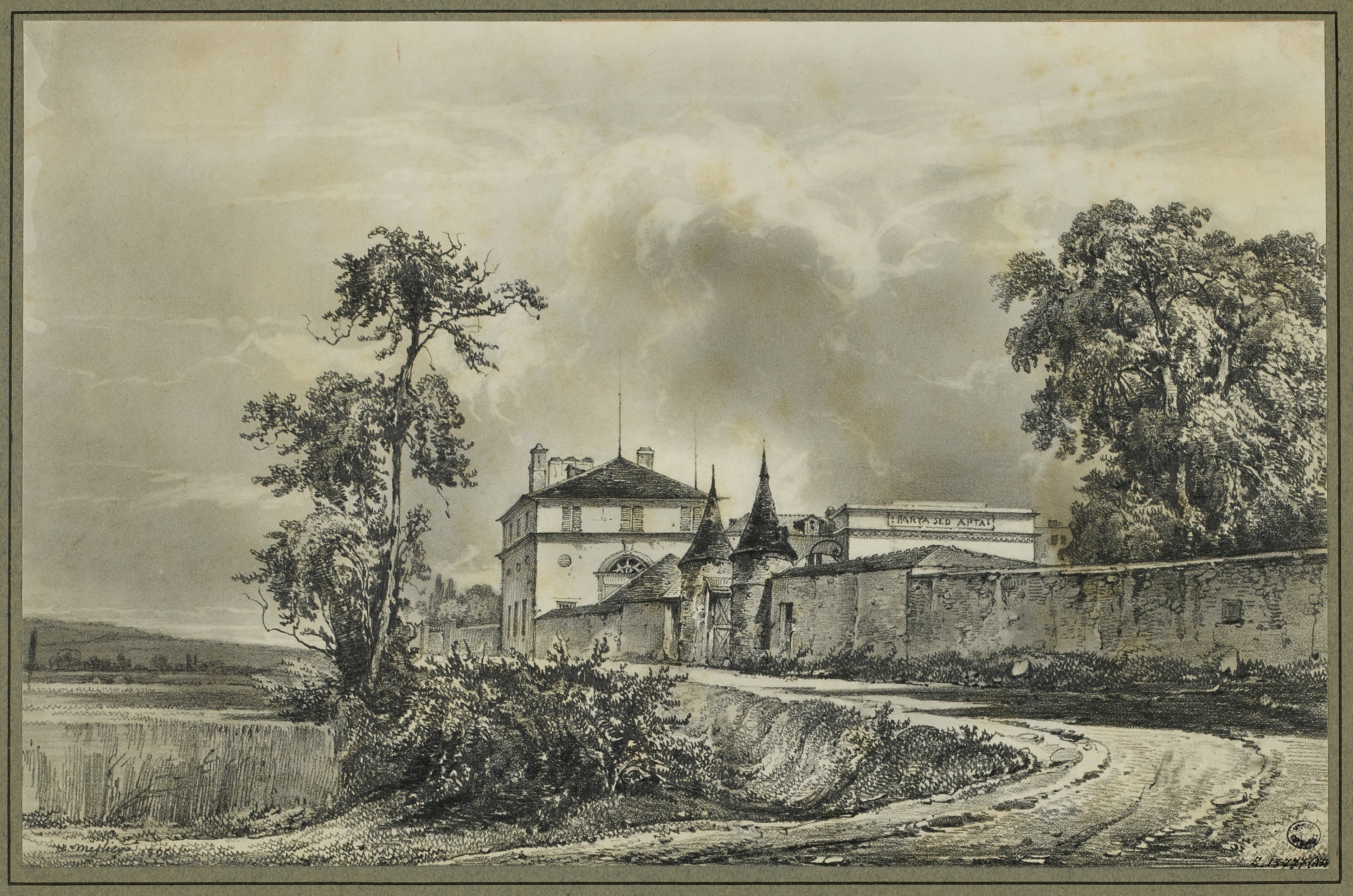
Vue de Bagatelle
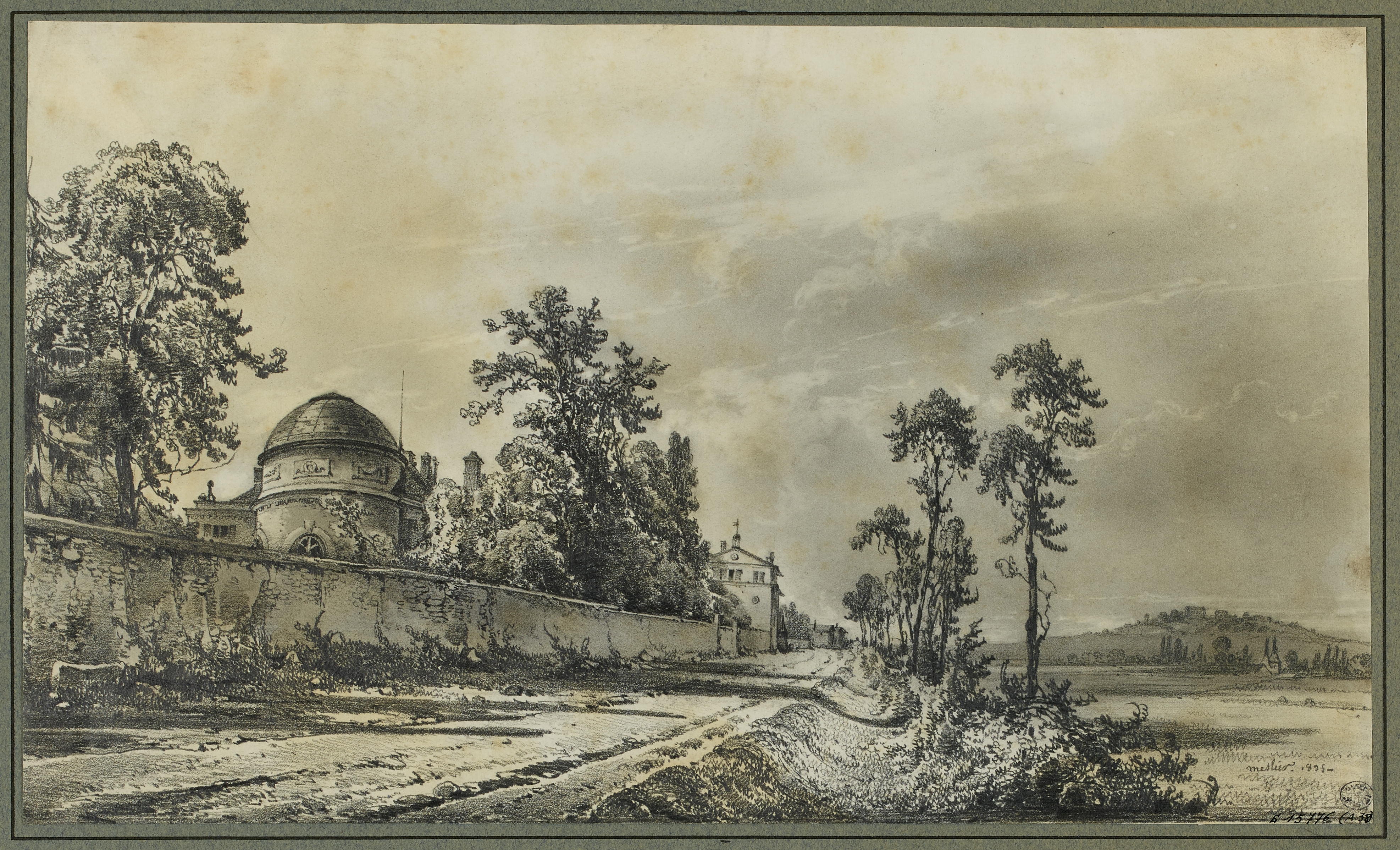
Vue de Bagatelle

## Œuvres exposées
aux salons parisiens (sauf mention)
- Un paysage, au Salon de 1825 (Lille, Douai)
- Vue prise au bois de Romainville, près Paris (Soleil couchant), au Salon de 1825 (Lille, Douai)
- Vue de Grenoble, au Salon de 1831
- Vue prise aux environs de Valence, au Salon de 1831
- Vue prise à Grenoble, au Salon de 1833
- Étude d'un moulin à Hyères, environs de Paris, au Salon de 1834
- Vue prise dans un des faubourgs de Grenoble, au Salon de 1834
- Souvenir du Dauphiné, au Salon de 1835
- Paysages dessinés, même numéro, au Salon de 1835
- Vue prise dans le département du Loiret, au Salon de 1837
- Vue prise sur la route d'Arpajon, au Salon de 1837
- Vue prise dans le Dauphiné, au Salon de 1837
- Diane de Poitiers et Henri II dans la forêt de Fontainebleau, au Salon de 1838 (Arras)